# Aeroporto Internacional Paulo Teixeira Jorge
O Aeroporto Internacional Paulo Teixeira Jorge, também chamado de Aeroporto Internacional da Catumbela, é um aeroporto localizado em Catumbela,    Angola. 

## História
O Aeroporto Internacional Paulo Teixeira Jorge foi inaugurado pelo presidente da república, José Eduardo dos Santos, a 27 de Agosto de 2012. Possui uma pista de 3 700 metros. Está capacitado para processar 2,2 milhões de passageiros por ano e atende mais de 900 pessoas por hora. Possui 16 balcões para check-in e 18 para serviços de imigração, salas de protocolo e para clientes de executiva e primeira classes, restaurante e bares.
O Aeroporto Internacional Paulo Teixeira Jorge serve a província de Benguela, e é considerado como alternativa para o Aeroporto Internacional de Luanda e distancia-se da capital do país cerca de 670 quilómetros.
Em 24 de maio de 2022 o Conselho de Ministros da República de Angola renomeou o Aeroporto Internacional da Catumbela como "Aeroporto Internacional Paulo Teixeira Jorge", em homenagem ao antigo governador da província de Benguela e líder anticolonial Paulo Teixeira Jorge.

## Infraestrutura
Desde 2017 o aeroporto está equipado com o Terminal Aéreo de Cargas (TECAC) que está concessionado à empresa estatal de logística Unicargas.